# Bimaru

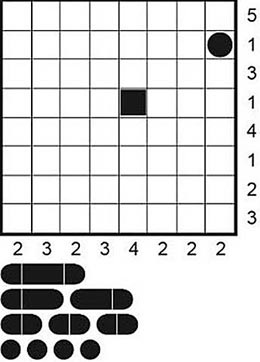
Bimaru-Rätsel

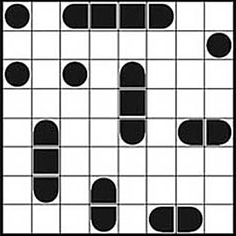
… und dessen Lösung

Bimaru (auch teilweise gelistet als Solitaire Battleships, Battleship Solitaire oder Marinespiel) ist ein Logikrätsel, das auf dem Spiel Schiffe versenken aufgebaut ist, jedoch alleine gespielt wird.
Ziel des Rätsels ist es, in einem Spielfeld die versteckten Schiffe zu finden. Technisch gesehen handelt es sich bei Bimaru um eine simple Form von Nonogrammen. Das Spiel existiert mittlerweile auch als Online-Version und wird täglich in verschiedenen Zeitungen abgedruckt.

## Die Regeln
- Die Zahl am Ende jeder Zeile oder Spalte zeigt an, wie viele Felder durch Schiffe resp. Schiffselemente besetzt sind.
- Schiffe dürfen sich nicht berühren, weder horizontal oder vertikal, noch diagonal. Das heißt, dass jedes Schiff vollständig von Wasser (oder Rand) umgeben sein muss.[1]
- Schiffe dürfen den Rand berühren, sowohl der Länge nach wie auch stirnseitig.

## Geschichte
Bimaru wurde im Jahr 1982 in Argentinien unter dem Namen Batalla Naval erfunden und erschien im selben Jahr erstmals gedruckt im argentinischen Magazin „Humor & Juegos“. Nach einer Unterbrechung von fünf Jahren erschien das Spiel im Heft „Juegos Para Gente De Mente“, der Nachfolgepublikation von „Humor & Juegos“. Die Herausgeber publizieren Bimarus seither monatlich im Magazin „Enigmas Lógicos“. Den internationalen Durchbruch schaffte das Spiel unter dem Namen „Battleship“ im Jahr 1992 bei den ersten World Puzzle Championships in New York. Seither wurden verschiedene Varianten entwickelt, wie hexagonale, diagonale und dreidimensionale Versionen. Der Name Bimaru tauchte erstmals 2006 durch die Herausgabe von „Taschen-Bimaru“ der Rätsel Agentur Schweiz auf.

## Bezeichnung
Der Name Bimaru ist eine amtlich registrierte Marke der Rätsel Agentur Schweiz. Die Wortschöpfung des Zürcher Grafikers Stefan Haller sollte sich lautmalerisch am weltbekannten Sudoku orientieren und mit der Buchstabenfolge „mar“ Assoziationen zur Schifffahrt wecken, ohne durch das Stichwort „Schiffe versenken“ ins Kriegerische zu kippen. In anderen Ländern wird das Spiel auch als Battleship Solitaire, Solitaire Naval Puzzle, Solitaire Battleships, Yubotu oder Batoru bezeichnet.